# Podolské nábřeží
Podolské nábřeží ve čtvrti Podolí v Praze prochází u pravého břehu Vltavy od Dvoreckého náměstí kolem Veslařského ostrova k vyšehradskému tunelu. Za tunelem na něj navazuje Rašínovo nábřeží. Malá část nábřeží před vyšehradským tunelem patří do čtvrtě Vyšehrad. Po nábřeží vede tramvajová trať, součást tratě Palackého náměstí – Sídliště Modřany.

## Historie
Část nábřeží jižně od vyšehradského tunelu k Podolské ulici se v letech 1904–1906 jmenovala Vyšehradské nábřeží, od roku 1906 Libušino nábřeží, od roku 1924 (spojené s úsekem severně od tunelu) Rašínovo nábřeží, od roku 1941 nábřeží Karla Lažnovského, od roku 1945 opět Rašínovo nábřeží; v letech 1951–1990 byla část jižně od tunelu oddělena jako nábřeží Karla Marxe a roku 1990 byl opět tento úsek připojen k Podolskému nábřeží.
Úsek od Dvoreckého náměstí k Podolské ulici nese název Podolské nábřeží nepřetržitě od roku 1935, kdy tato nová komunikace nahradila původní hlavní dopravní tah Podolskou ulicí.
U nábřeží je Podolský přístav s historickou dřevěnou budovou Yacht Klubu, jednoho z nejstarších veslařských klubů ve střední Evropě. Klub založil v roce 1893 všestranný český sportovec Josef Rössler-Ořovský. U podolském břehu zhruba na úrovni protější Císařské louky leží Veslařský ostrov, který vznikl hlavně naplavováním písku při občasném zatarasení řečiště ledem; je připomínán již roku 1420.

## Budovy, firmy a instituce
- restaurace SOHO – Podolské nábřeží 1[3]
- Žluté lázně – Podolské nábřeží 1184/3[4]
- Český svaz vodního motorismu – Podolské nábřeží 5[5]
- Ústav pro péči o matku a dítě (Podolské nábřeží 157/36)
- restaurace Rest – Podolské nábřeží 34
- Podolská vodárna (Podolská 15/17)
- Plavecký stadion Podolí (Podolská 43/74)